# Пик (мифология)
Пик (лат. Picus; дятел) — в римской мифологии бог полей и лесов, бог предсказания. Жил в роще у Авентинского холма. Его изображали авгуром с жезлом, либо юношей с дятлом на голове.
Сын Сатурна, отец Фавна. Воздвиг дворец в Лавренте. По рассказу Овидия, он был влюблен в нимфу Каненту (либо Помону), а в него была влюблена чародейка Кирка. Был превращен Киркой в дятла, который у римлян считался вещей птицей, за то, что отверг её любовь, а его спутников в разных животных. Либо жена превратила его зельем в дятла, и этот дятел кормил младенцев Ромула и Рема.
По Евгемеру, Пик — первый царь Ассирии, который, передав власть над ней своему сыну Белу, отправился на запад и унаследовал от отца Кроноса власть над Италией. По рассказу Диодора, Пик — человек, сын Сатурна и брат Нина, называемый также Зевсом, был царем Италии и правил 200 лет. У него было много сыновей и дочерей от разных женщин, в том числе сын Фавн. Похоронили его на Крите.